# Tribunale del Popolo

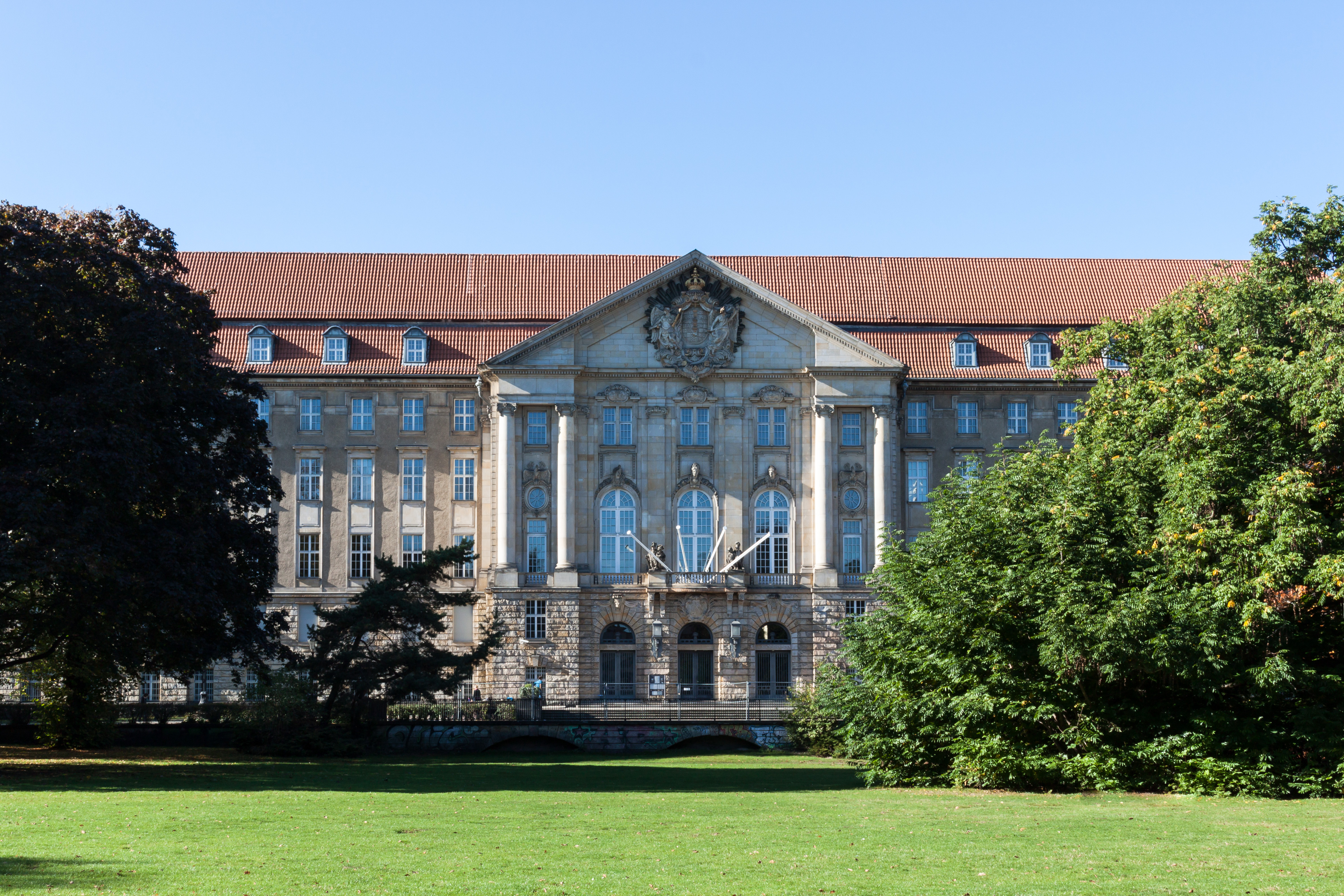
L'edificio del Kammergericht a Berlino-Schöneberg che fu utilizzato nel 1944 per il processo agli attentatori di Hitler

Il Volksgerichtshof (VGH, ossia Tribunale del Popolo), attivo in Germania tra il 1934 e il 1945, è stato un tribunale penale speciale competente per i reati politici contro il regime nazista, analogo al Tribunale speciale per la difesa dello Stato, attivo tra il 1926 e il 1943, e al Tribunale speciale per la difesa dello Stato della Repubblica Sociale Italiana, attivo tra il 1943 e il 1945.
Il tribunale è tristemente famoso per l'impressionante numero di condanne a morte (circa 5.300) pronunciate nel giro di pochi anni sotto la presidenza di Roland Freisler, il giudice più fanatico di Hitler. Gran parte delle persone giudicate colpevoli, i più temibili nemici di Hitler ma anche gente semplice, persero poi la vita nella prigione di Plötzensee.
Nel 1944, il VGH giudicò 4428 imputati ed emise 2097 condanne a morte e 1842 al carcere, contro 489 assoluzioni.

## Fondazione

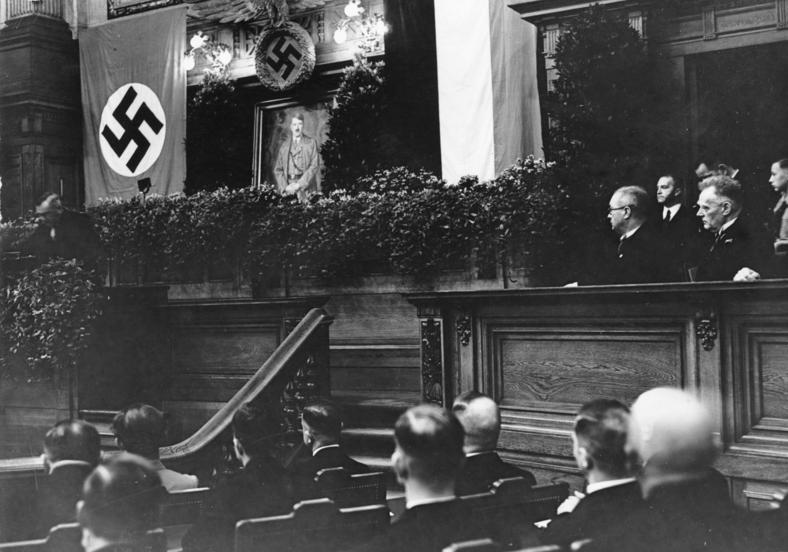
La seduta inaugurale nell'edificio del disciolto Landtag prussiano, 1934

In seguito al processo per l'incendio del Reichstag, nel quale venne giudicato colpevole e condannato a morte Marinus van der Lubbe, mentre furono assolti tre coimputati funzionari del Partito Comunista Tedesco, Hitler decise di sottrarre i reati politici alla giustizia ordinaria: perciò con legge del 24 aprile 1934 sancì la creazione di un nuovo organo giurisdizionale speciale, da lui stesso denominato Volksgerichtshof.

## Competenza e rito

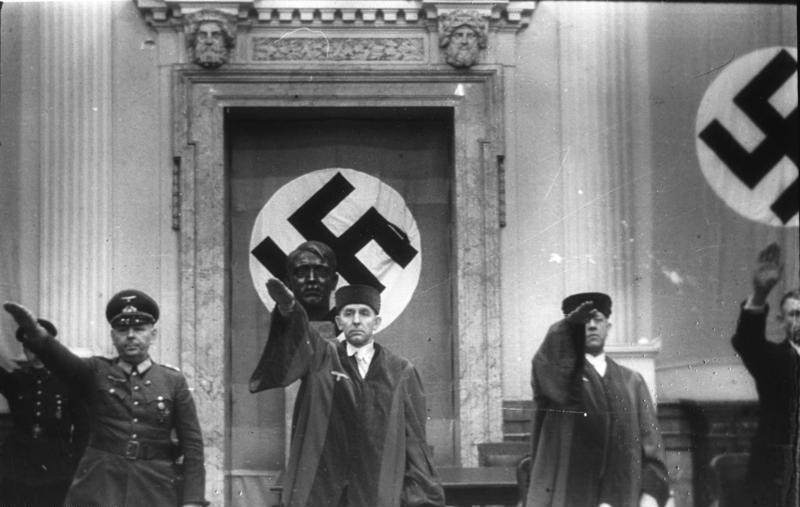
Processo ai cospiratori del 20 luglio 1944

Inizialmente il compito principale del Volksgerichtshof fu quello di giudicare i reati di alto tradimento (Hochverrat) e tradimento della patria (Landesverrat), ma in seguito la sua competenza venne estesa ad altri illeciti penali. Caratteristica del giudizio davanti al Volksgerichtshof era l'inappellabilità delle sentenze da parte dell'imputato, facoltà invece consentita al pubblico ministero: in altre parole, in spregio ai più fondamentali principi del diritto penale, l'imputato non aveva diritto a un secondo grado di giudizio, mentre la pubblica accusa poteva ricorrere e richiedere un inasprimento della pena inflitta. In generale il rito era comunque concepito per processi brevi.
I giudici del Volksgerichtshof venivano nominati direttamente dal Führer e venivano quindi scelti tra i giuristi più fidati e vicini al partito nazionalsocialista. I collegi giudicanti erano formati dai cosiddetti Senati (Senate) che, a differenza dei consolidati principi di diritto processuale, erano composti da solo due magistrati e da tre "giudici del popolo" (Volksrichter), questi ultimi di norma funzionari del partito nazista, ufficiali e alti funzionari amministrativi.
All'imputato non era concessa la libera scelta del proprio difensore, in quanto tale nomina era soggetta ad approvazione del presidente del Senato e lo stesso difensore ne era soggetto a controllo. Spesso gli imputati e i difensori ottenevano visione delle imputazioni solamente un giorno o addirittura poche ore prima dell'inizio del dibattimento. In tali situazioni venne di fatto svuotato il concetto di diritto di difesa, in quanto molto spesso fino all'inizio del processo l'imputato non aveva avuto nemmeno la possibilità di incontrare il proprio difensore.
Nei casi di tradimento alla patria e alto tradimento, il condannato non otteneva neppure una copia della sentenza, che poteva al massimo consultare sotto la vigilanza di un funzionario. Il Volksgerichtshof si riunì inizialmente nel Landtag prussiano, oggi sede del parlamento di Berlino, mentre nel 1935 venne trasferito nell'edificio scolastico del König-Wilhelm-Gymnasium, nei pressi della Potsdamer Platz. Alcuni processi vennero però tenuti nell'edificio della Corte camerale di Berlino-Schöneberg, tra cui il processo farsa dell'8 agosto 1944 contro i cospiratori dell'attentato del 20 luglio 1944, che per ordine di Hitler venne filmato ed è ancor oggi disponibile come testimonianza.
Il Volksgerichtshof funse anche da corte itinerante nelle più disparate città del Reich, permettendo di inscenare processi sommari ad alto tasso di impatto e coinvolgimento dell'opinione pubblica. Al 1º gennaio 1943 il Volksgerichtshof era formato da 47 magistrati di carriera e da 95 magistrati onorari, tra cui 30 ufficiali, 4 ufficiali di polizia e 48 gerarchi delle SA, delle SS, delle NSKK (Nationalsozialistische Kraftfahrkorps, Corpi Motorizzati Nazionalsocialisti) e della Gioventù hitleriana. Nel 1944 la cifra totale dei giudici onorari era addirittura salita a 173. Per la pubblica accusa erano destinati invece 179 pubblici ministeri.
I processi si svolgevano in un'aula drappeggiata di svastiche, con il presidente della corte togato di rosso e dietro il quale era posto un busto di Hitler. La condanna a morte costituiva un esito scontato fin dall'inizio. L'assoluzione non contava nulla, perché gli imputati finivano comunque in un campo di concentramento.

## Il Volksgerichtshof come strumento di terrore giudiziario

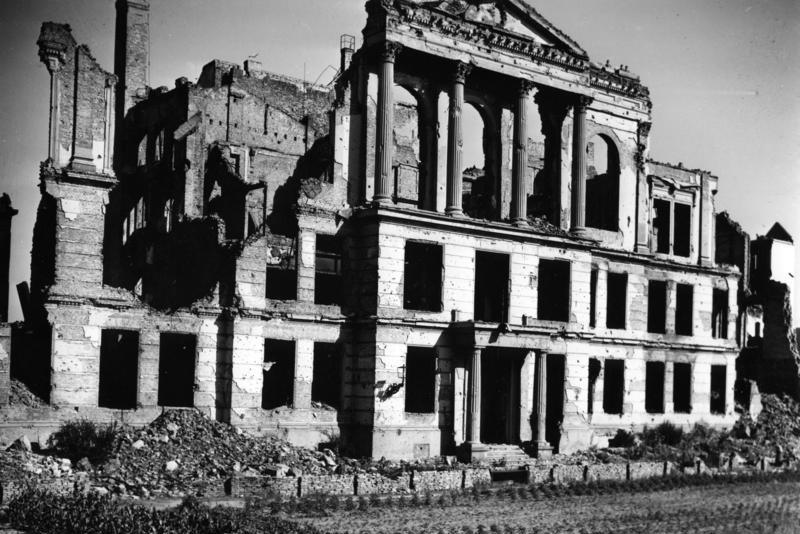
Le rovine nella Bellevuestraße di Berlino nel 1951, oggi demolite

Il numero delle condanne a morte crebbe improvvisamente nel 1939. Se nel 1936 erano state pronunciate undici sentenze capitali, nel 1943 erano già salite a 1.662, ossia alla metà circa degli imputati. Fino al 1945 vennero pronunciate circa 5.300 condanne a morte, per le quali erano sufficienti crimini quali la diffusione di notizie di radio straniere o l'esternazione privata di critiche all'operato del Führer o di sfiducia nella "vittoria finale" (Endsieg).
Nell'agosto 1942 Freisler divenne presidente del Volksgerichtshof e si distinse per condurre i dibattimenti con particolare fanatismo, umiliando gli imputati e pronunciando sentenze di condanna a morte con agghiacciante frequenza. L'organo era già ampiamente corrotto, infettato e avvelenato dal potere nazista. Hitler aveva bisogno di lui per svolgere il lavoro più criminale, visto che ad altri nazisti era impedito d'esibirsi fino a quel punto. I giudici erano soldati spietati e Freisler il generale di quelle persone senza scrupoli. Mentre Freisler aveva modellato gran parte del suo comportamento su Andrej Vyšinskij, il famigerato pubblico ministero di Stalin che Hitler tenne in grande stima pur essendo ferocemente anticomunista, il Volksgerichtshof e le buffonate di Freisler agivano più come il Comitato di pubblica sicurezza durante il Regime del terrore nel periodo della rivoluzione francese: Freisler e Vyšinskij, fedeli ai regimi, vengono giustamente paragonati a Fouquier-Tinville, il feroce magistrato di Robespierre che esercitò la funzione di procuratore pubblico presso il tribunale rivoluzionario.
Il 3 febbraio 1945 il Volksgerichtshof venne distrutto da un bombardamento aereo dell'USAAF, guidato dal tenente colonnello Robert Rosenthal, che costò la vita anche a Freisler, in quanto quest'ultimo venne colpito al cranio da una colonna di muratura, o forse da schegge, mentre si stava dirigendo verso il rifugio antiaereo, uccidendolo all'istante. La sua morte salvò dall'esecuzione Fabian von Schlabrendorff, uno dei cospiratori del 20 luglio.
Il Volksgerichtshof condannò tra gli altri i membri di gruppi di resistenza al nazismo come la Rosa Bianca, l'Orchestra Rossa, i Pirati della Stella Alpina e il Circolo di Kreisau, ma anche persone e gruppi senza nome che erano finiti nelle mani della dittatura nazista.

## Il Volksgerichtshof e la giustizia del dopoguerra
Nel 1956 la Corte Federale Tedesca (Bundesgerichtshof) concesse agli ex-membri del VGH il cosiddetto privilegio del giudicante, secondo il quale nessun magistrato può essere condannato per aver applicato la legge se si è mantenuto a leggi che erano in vigore al momento del fatto oppure se non si è reso conto dell'ingiustizia del proprio operato. La Procura Federale di Berlino concluse nel 1986 i procedimenti istruttori, dopo che il 25 gennaio 1985 il Bundestag aveva definito il VGH come "strumento di terrore per l'imposizione del dominio arbitrario nazionalsocialista", dichiarandone decadute tutte le sentenze.
Tranne che in un solo caso dovuto a una corte statunitense, nessuno dei circa 570 giudici e pubblici ministeri è stato così chiamato a rendere conto del proprio operato. Nella Repubblica Federale Tedesca quattro persone sono state condannate per complicità e delazione.

## Giudici-presidenti del Volksgerichtshof

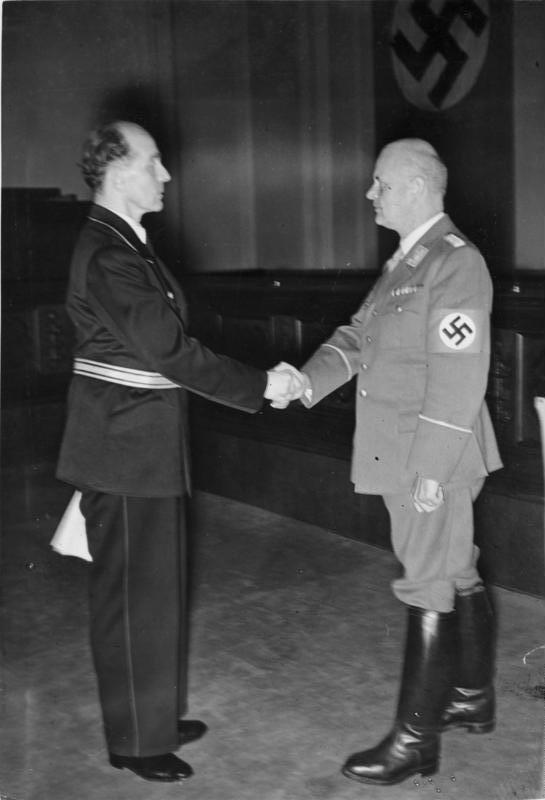
La successione di Roland Freisler (a sinistra) a Otto Thierack (a destra) nel 1942

- Fritz Rehn: dal 13 luglio al 18 settembre 1934
- Wilhelm Bruner: dal 19 settembre 1934 al 30 aprile 1936
- Otto Georg Thierack: dal 1º maggio 1936 al 20 agosto 1942
- Roland Freisler: dal 20 agosto 1942 al 3 febbraio 1945
- Wilhelm Crohne: dal 4 febbraio 1945 all'11 marzo 1945
- Harry Haffner: dal 12 marzo al 24 aprile 1945